# Caihong juji
Caihong (il cui nome in cinese mandarino significa "arcobaleno") è un genere estinto di dinosauro teropode anchiornithide vissuto nel Giurassico superiore, circa 161 milioni di anni fa (Oxfordiano), in quella che attualmente è la Formazione Tiaojishan, nella Cina nord-orientale (in particolare nella provincia di Hebei).

## Descrizione

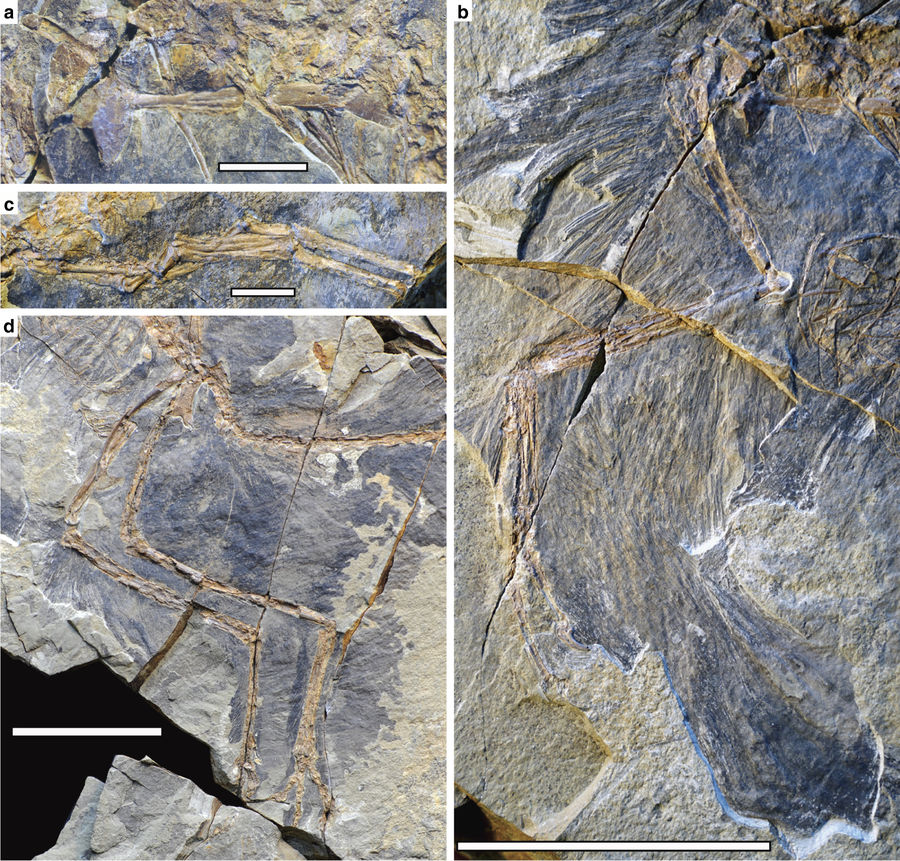
Cinto scapolare e arti dell'esemplare PMoL-B00175

Il Caihong era un dinosauro piuttosto piccolo. La sua lunghezza è stimata a 40 centimetri (16 pollici) per un peso di 475 grammi (1,047 libbre). Gli autori che hanno descritto l'animale hanno indicato un numero di tratti derivati unici, o autapomorfie. Oltre alle fessure antorbitale, mascellari e promascellari (aperture del cranio) presenti all'interno della fossa antorbitale, la mascella presenta una fenestra accessoria che si apre dietro e sotto la fenestra promaxillare. L'osso lacrimale presenta una cresta che sporge fortemente sopra e lateralmente il cranio dell'animale. Nella mandibola, il dentario è robusto con la punta anteriore più alta rispetto alla sezione centrale. Nei pelvi, l'ileo è corto con una lunghezza inferiore alla metà di quella del femore; in tutti gli altri teropodi l'ileo è più della metà del femore. Tutti questi tratti sono unici all'interno del clade Paraves.
Inoltre, il Caihong può essere particolarmente distinto dai generi strettamente correlati del Biota di Yanliao, come Eosinopteryx e Anchiornis, per la presenza di due prominenti creste lacrimali, penne più lunghe sugli arti anteriori, e arti posteriori e coda dotati di grandi penne asimmetriche.

### Scheletro

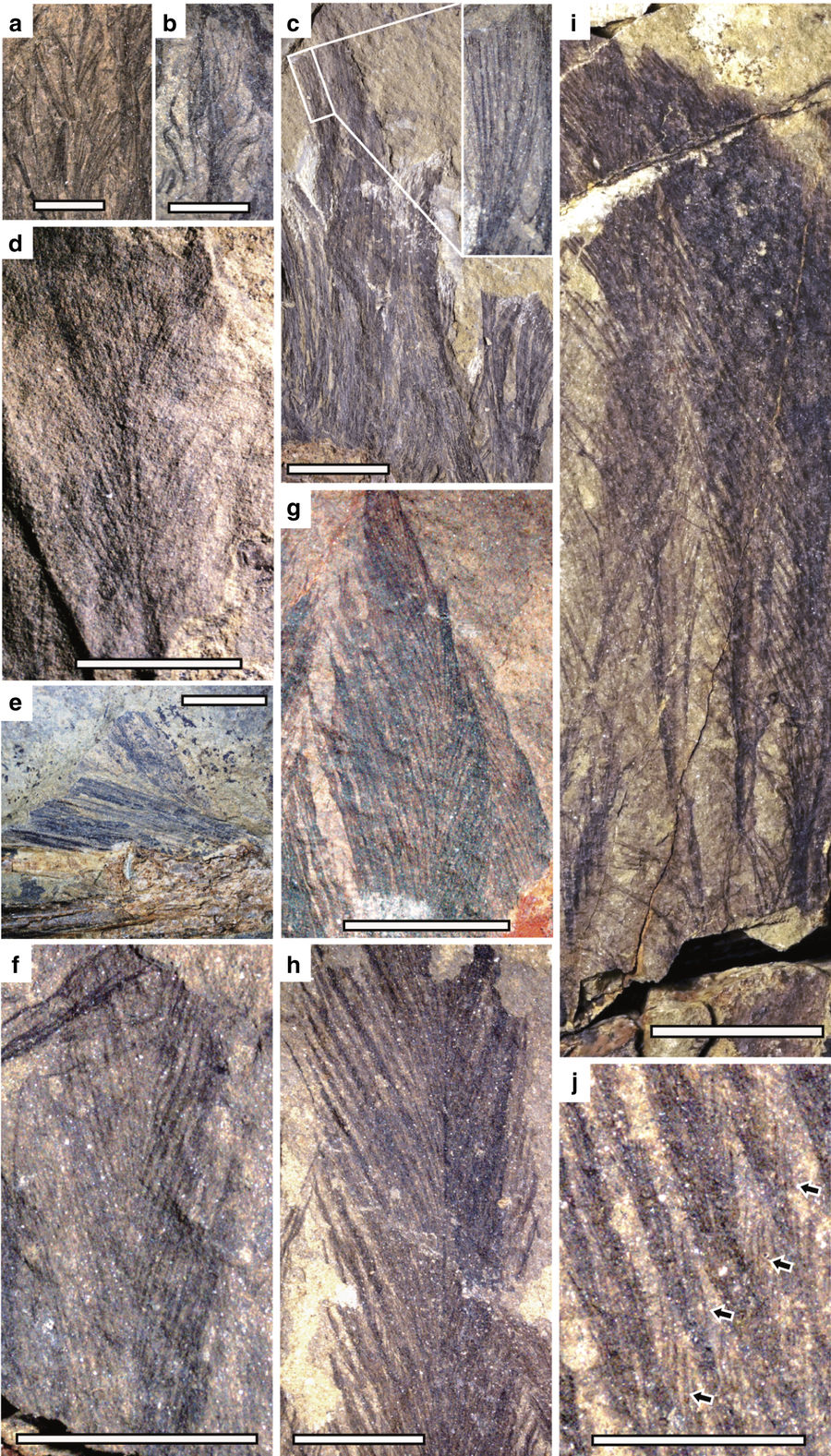
Piumaggio in differenti aree del corpo dell'esemplare PMoL-B00175

Il cranio del Caihong ha una lunghezza di circa 67,6 millimetri. È basso e allungato (superficialmente simile a quello del Velociraptor), solo leggermente più corto del femore. Le narici sono grandi e di forma ovale. La palpebra ellittica mascellare, un'apertura di fronte alla fenestra antorbitale, è grande e si trova nel mezzo della fossa antorbitale. La stessa fenestra antorbitale occupa solo il 40% della lunghezza di questa depressione. Queste fenestrae sono aumentate da una fenestra promaxillare piuttosto grande nella parte anteriore della fossa antorbitale, simile a quella dell' Archaeopteryx, così come un'apertura supplementare più piccola (una fenestra accessoria) leggermente più bassa della fenestra promaxillare, tra questa e la fenestra mascellare. Il puntone che separa la fenestra mascellare dalla fenestra antorbitale è forato da un canale di collegamento, tipico tratto dei troodontidi. Le orbite sono più lunghe che alte. Di fronte a quest'orbita, l'osso lacrimale ha un lungo e robusto processo a forma di corno, orientato lateralmente alla sua base e gradualmente curvando verso l'alto. Alcuni paleontologi sostengono che questa sporgenza possa essere un aggancio per tessuti molli sporgenti, presenti anche negli uccelli rapaci.
I denti generalmente ricurvi sono più sottili e ben inseriti nella parte frontale delle mascelle, come nella premascella e nella parte anteriore del dentario nella mascella inferiore. Più indietro i denti diventano più grandi e distanziati. La fila dei denti nella mascella superiore è eccezionalmente lunga, raggiungendo una posizione sotto la parte anteriore della cavità oculare. I denti anteriori, compresi i primi denti mascellari, non hanno dentellature. I denti nel mezzo del dentario sono più ricurvi e presentano bordi posteriori dentellati. Nella parte posteriore del dentario, i denti sono corti e robusti con dentellature su entrambi i lati.
Il Caihong aveva probabilmente dieci vertebre cervicali, tredici vertebre dorsali, cinque vertebre sacrali e venti vertebre caudali. Le vertebre dorsali non possiedono pleurocele. La coda è corta, con una lunghezza di 178 millimetri. La transizione verso la coda centrale, definita come il punto dietro cui mancano completamente i processi trasversali, è tra la settima e l'ottava vertebra. Le vertebre presenti nella parte posteriore gradualmente diventano più allungate.
Il braccio è relativamente corto, pari al 60% della lunghezza degli arti posteriori. Soprattutto l'omero è corto, lungo 42,1 millimetri, con il 60% della lunghezza del femore, rispetto ad un rapporto del 100% con Anchiornis. L'ulna è più lunga della parte superiore del braccio, un tratto che nei teropodi è generalmente limitato agli uccelli volatori. L'ulna ha una lunghezza di 47,2 millimetri ed è solo leggermente inclinata. Nella mano il primo metacarpale - applicando la numerazione tradizionale in cui le tre dita sono il primo, il secondo e il terzo - così come il primo dito sono lunghi, il terzo metacarpale è robusto e la terza falange del terzo dito è più lunga della prima e seconda falange combinate, tutte tipiche proporzioni da troodontide.
Nel bacino, la lama dell'ileo è posizionata molto prima della posizione dell'articolazione dell'anca, ma breve e leggermente curva verso il basso dietro di esso. L'osso pubico è leggermente inclinato verso la parte posteriore, e termina in un "piede" a forma di uncino, come negli Unenlagiidae. L'ischio ha una lunghezza di 20,5 millimetri. È relativamente corto e largo nella vista laterale, formando una cinghia piatta. Il suo processo otturatore sul bordo anteriore, ha un profilo rettangolare, il che è raro tra i coelurosauria: tranne Anchiornis e Archaeopteryx tutti gli altri coelurosauri possiedono un processo triangolare.
L'arto posteriore è molto lungo, 3,1 volte più lungo del busto. Il femore è allungato e ha una lunghezza di 70,9 millimetri. Lo stinco è lungo circa ottantadue millimetri. È fuso con le caviglie superiori in un tibiotarsus. Il terzo metatarso ha una lunghezza di quarantanove millimetri ed è in cima un po' pizzicato dal secondo e dal quarto metatarso. Il primo dito è relativamente corto. Il secondo dito porta un piccolo artiglio a falce retrattile.

### Piumaggio e colorazione
Le penne degli arti anteriori di Caihong sono più larghe e lunghe di quelle di altri anchiornithidi, come Eosinopteryx e Anchiornis. Le penne della coda invece sono più grandi e larghe e presentano una configurazione asimmetrica, rappresentando la più antica presenza di questa disposizione nei reperti fossili. Le penne della coda del Caihong formano un ampio ventaglio simile a quello dell' Archaeopteryx e dello Jinfengopteryx. La superficie di questo ventaglio piumato è persino più grande di quella dell’Archaeopteryx, che tuttavia visse circa 10 milioni di anni dopo il Caihong.
Nelle piume fossilizzate di Caihong sono state rinvenute delle nanostrutture, in seguito analizzate e interpretate come melanosomi, mostrando somiglianze con gli organelli che producono un colore nero iridescente negli uccelli esistenti. Altre piume conservate sulla testa, sul petto e alla base della coda conservano fogli appiattiti di piastrine - come i melanosomi di forma simile a quelli che creano tonalità iridescenti dai colori vivaci nelle piume dei moderni colibrì. Tuttavia, queste strutture sono apparentemente solide e prive di bolle d'aria, e quindi sono internamente più simili ai melanosomi dei trombettieri rispetto a quelle dei colibrì. Caihong rappresenta la più antica prova conosciuta di melanosomi piastrinati.

## Storia della scoperta
A Gangou, Qinglong, nel nord della provincia di Hebei, il contadino Yang Jun scoprì in una cava vicino al villaggio di Nanshimenzi lo scheletro di un piccolo teropode appartenente al Biota di Yanliao. Il fossile venne acquistato nel febbraio 2014 dal Museo Paleontologico di Liaoning. Il fossile fu successivamente, e per la prima volta, preparato da Ding Xiaoqing e Matthew Brown.
Nel 2018, la specie tipo Caihong juji è stata nominata e descritta da Hu Dongyu, Julia A. Clarke, Chad M. Eliason, Qiu Rui, Li Quanguo, Matthew D. Shawke, Zhao Cuilin, Liliana D'Alba, Jiang Jinkai e Xu Xing. Il nome generico, Caihong, deriva dal cinese mandarino, 彩虹, che vuol dire "arcobaleno", in riferimento allo splendore del fossile e allo spettro delle nuove scoperte scientifiche che offre. Il nome specifico, juji, deriva dal cinese e significa "grande cresta", in riferimento alla grande cresta dell'osso lacrimale del cranio.
L'olotipo, ospitato nel Museo Paleontologico di Liaoning con il numero di accesso PMoL-B00175, è stato rinvenuto in uno strato della Formazione Tiaojishan risalente all'Oxfordiano, circa 161 milioni di anni. L'olotipo consiste in uno scheletro articolato completo, compresso su una lastra e su una lastra di contrasto. Nella lastra sono impressi i tessuti molli e resti estesi del piumaggio. L'esemplare rappresenta un individuo adulto.

## Paleobiologia
L’habitat del Caihong era costituito dalle fitte foreste del Giurassico, dove l’animale poteva muoversi agevolmente da un albero all’altro a caccia di lucertole e mammiferi di piccole dimensioni. Si ritiene inoltre che il Caihong fosse in grado di volare, sebbene in modo molto rudimentale. Un indizio di ciò è offerto dalla coda dalle penne asimmetriche, ritrovate anche in Archaeopteryx, vissuto 10 milioni di anni dopo.